# Гай Кальпурний Пизон (консул 180 года до н. э.)
Гай Кальпурний Пизон (лат. Gaius Calpurnius Piso; умер в 180 году до н. э.) — римский военачальник и политический деятель из плебейского рода Кальпурниев, консул 180 года до н. э.

## Происхождение
Гай Кальпурний принадлежал к плебейскому роду Кальпурниев, происходившему согласно поздним генеалогиям от Кальпа — мифического сына второго царя Рима Нумы Помпилия (к Нуме возводили свои родословные также Пинарии, Помпонии и Эмилии). Согласно Капитолийским фастам, отец и дед Гая Кальпурния носили тот же преномен — Гай. Отец — это предположительно претор 211 года до н. э.. Младшим братом Гая Кальпурния был Луций Кальпурний Пизон, легат в 198 году до н. э., потомки которого носили родовое прозвище Фруги.

## Биография
Гай Кальпурний впервые упоминается в источниках в связи с событиями 186 года до н. э., когда он занимал должность претора. В управление Пизон получил Дальнюю Испанию. Вместе со своим коллегой Луцием Квинкцием Криспином он вторгся в Карпетанию и здесь сначала потерпел поражение недалеко от городов Дипон и Толет, но потом у реки Таг одержал полную победу. Решающее значение, согласно Ливию, имел удар конницы во главе с самим претором во фланг противнику. Полномочия Пизона в провинции были продлены. В дальнейшем Гай Кальпурний и Луций Квинкций добивались разрешения вернуться в Рим вместе со своими армиями, но наткнулись на противодействие преторов 184 года — Публия Семпрония Лонга и Авла Теренция Варрона. Несмотря на поддержку со стороны одного из консулов и одного из народных трибунов, Пизон и Криспин потерпели неудачу: им пришлось оставить войска в провинциях. По возвращении в Рим Гай Кальпурний отпраздновал триумф над лузитанами и кельтиберами. По словам Тита Ливия, «перед колесницей триумфатора несли восемьдесят три золотых венка и двенадцать тысяч фунтов серебра».
В 181 году до н. э. Гай Кальпурний был членом тройственной комиссии, которая занималась организацией колонии в городе Грависки в Этрурии. Другими триумвирами были консуляр Публий Клавдий Пульхр и преторий (бывший претор) Гай Теренций Истра. В 180 году до н. э. Пизон стал консулом совместно с патрицием Авлом Постумием Альбином Луском и должен был отправиться в Лигурию, но вскоре после вступления в должность неожиданно умер. Консулом-суффектом стал его пасынок Квинт Фульвий Флакк, и в Риме распространились слухи, что Пизона отравила его жена и мать Флакка, Кварта Гостилия.

Находились свидетели, которые рассказывали, что после того, как на выборах объявлены консулами были Альбин и Пизон, а Флакк потерпел неудачу, мать его попрекнула тем, что вот уже в третий раз ему отказывают в консульстве, и добавила, чтобы он готовился к новому соискательству: не пройдёт и двух месяцев, как она добьётся, чтобы он стал консулом.
— Тит Ливий. История Рима от основания города, XL, 37, 6
Кварта Гостилия была осуждена, но Флакк тем не менее остался консулом.
В составе «Грамматических наставлений» Присциана сохранился короткий фрагмент речи Марка Порция Катона Цензора, направленной против Пизона. Катон говорит: «Вижу, что при этой буре сбежались все мои враги». Неизвестно, в связи с какими событиями эта речь была произнесена.

## Семья
Предположительно приёмным сыном Гая Кальпурния был Луций Кальпурний Пизон Цезонин, консул 148 года до н. э.